# Comarca do Eume
A Comarca do Eume situa-se no nordeste da Província da Corunha. Limita ao norte com as comarcas de Ferrol e Ortegal, ao sul com a Comarca de Betanzos e ao este com a Comarca da Terra Chã pertencente à Província de Lugo.
Tem uma superfície total de 576'2 km², o que supõe o 1'95% da superfície total de Galiza. A povoação total da comarca é de 27.760 habitantes, aproximadamente o 1% do total da povoação galega, e a densidade de povoação é de 48'18 habitantes por km².
A comarca recebe o seu nome do Rio Eume, rio que alberga nas suas margens o parque natural das Fragas do Eume, nos que se topam o medieval Mosteiro de San Xoán de Caaveiro e o Mosteiro de Monfero.

## Concelhos
Pertencem à Comarca do Eume os seguintes concelhos:
1. A Capela
2. As Pontes de García Rodríguez
3. Cabanas
4. Pontedeume
5. Monfero